# وایریکا (کالیفرنیا)
یوریکا  (به انگلیسی: Yreka) شهری در شهرستان سیسکیو ایالت کالیفرنیا است که در سرشماری سال ۲۰۱۰ میلادی، ۷۷۶۵ نفر جمعیت داشته است.